# Anton Maria Espadaler i Poch
Anton Maria Espadaler i Poch (Barcelona, 1952) és filòleg, professor de Literatura Medieval a la Universitat de Barcelona i especialista en literatura medieval i moderna. Ha col·laborat a diversos mitjans i programes, i ha estat membre dels jurats dels premis Crexells, Octubre de novel·la i Ciutat de Barcelona.
Les principals publicacions d'Espadaler inclouen Una reina per a Curial (1984), Història de la literatura catalana (1991), Estiu tot l'any (1996), així com la col·laboració en La història de Jacob Xalabín i altres novel·les breus (2015), dins de l'obra Història de la literatura catalana. A més, va traduir Flamenca: novel·la occitana del segle XIII (2015) i, també de l'occità al català, Jaufré.